# Individuation
Individuation (lateinisch individuare, „unteilbar/untrennbar machen“) beschreibt den Werdegang eines Individuums. Im Laufe des Individuationsprozesses eines Menschen vervollständigt sich das Individuum. Der Prozess beinhaltet die Entfaltung eigener Fähigkeiten, Anlagen und Möglichkeiten zu Anschauungen, Haltungen, Meinungen und Perspektiven. Ziel des Prozesses ist eine schrittweise Bewusstwerdung, um sich dadurch als etwas Eigenes und Einmaliges zu erkennen und zu verwirklichen (Ich-Werdung und Selbst-Werdung).

## Individuation als psychologisches Konzept
In der Entwicklung des Menschen ist die Individuation ein Schritt, zu dessen Bewältigung ein Konflikt verarbeitet werden muss. In diesem Konflikt geht es darum, sich über die Normen und Wertvorstellungen anderer (z. B. der Eltern) hinwegzusetzen und zu eigenen Normen und Werten zu finden. Dabei ist es nötig, die Erwartungen anderer zu enttäuschen, Verbote zu übertreten und ein eigenes Maß zur Überwindung ungesunder Anpassung zu finden. Das Ergebnis dieses Entwicklungsschrittes bildet sich als innere Repräsentanz ab und nimmt Einfluss auf die Organisation der Persönlichkeit. Je nach Qualität und Ausreifung dieser inneren Repräsentanz verbessert sich die innere Struktur des Menschen. Man kann davon ausgehen, dass die Verarbeitungsmöglichkeiten im späteren Leben weiter verbesserungswürdig sind.

### Individuation nach Carl Gustav Jung
Zitat (1933) des Psychoanalytikers Carl Gustav Jung: „Individuation bedeutet: zum Einzelwesen werden, und, insofern wir unter Individualität unsere innerste, letzte und unvergleichbare Einzigartigkeit verstehen, zum eigenen Selbst werden. Man könnte ‚Individuation‘ darum auch als ‚Verselbstung‘ oder als ‚Selbstverwirklichung‘ übersetzen.“
Jung betrachtete den Individuationsprozess als einen lebenslangen, unvollendbaren Prozess mit einer stetigen Annäherung an ein „fernes Ziel“, das Selbst, für den der Tod die letzte Grenze ist. Damit setzt er sich vom einseitig ätiologischen (ursächlichen) Denken Freuds zugunsten im Unbewussten angelegter, seelischer Endabsichten im Hinblick auf Integration und Ganzheit ab und schließt sich der Vorstellung der Finalität Alfred Adlers an.
Auf dem Weg seiner Individuation ist der Mensch immer wieder gefordert, sich aktiv und bewusst den neu auftauchenden Problemen zu stellen und seine Entscheidungen vor sich selbst zu verantworten. Individuation bedeutet, sich nicht danach zu richten, „was man sollte“ oder „was im allgemeinen richtig wäre“, sondern in sich hinein zu horchen, um herauszufinden, was die innere Ganzheit (das Selbst) jetzt hier in dieser Situation „von mir oder durch mich“ bewirken will.
Dabei verknüpft Jung die Individuation mit der menschlichen Freiheit und dem Gefühl der Würde, an dem der Prozess der Selbstwerdung sich ausrichtet und bemisst:
„Man kann hier die Frage aufwerfen, warum es denn wünschenswert sei, daß ein Mensch sich individuiere. Es ist nicht nur wünschenswert, sondern sogar unerläßlich, weil durch die Vermischung das Individuum in Zustände gerät und Handlungen begeht, die es uneinig mit sich selber machen. Von jeder unbewußten Vermischung und Unabgetrenntheit geht nämlich ein Zwang aus, so zu sein und zu handeln, wie man selber nicht ist. Man kann darum weder einig damit sein, noch kann man dafür Verantwortung übernehmen. Man fühlt sich in einem entwürdigenden, unfreien und unethischen Zustand (...) Eine Erlösung aus diesem Zustand aber ergibt sich erst dann, wenn man so handeln kann, wie man fühlt, daß man ist. Dafür haben die Menschen ein Gefühl, zunächst vielleicht dämmerhaft und unsicher, mit fortschreitender Entwicklung aber immer stärker und deutlicher werdend (...) Es muss allerdings anerkannt werden, daß man nichts schwerer erträgt als sich selbst.“ (C. G. Jung 1928)

### Individuation nach Milton H. Erickson
Der US-amerikanische Psychiater und Psychotherapeut Milton H. Erickson
legt in der von ihm entwickelten Hypnosetherapie einen besonderen Schwerpunkt auf die Individualität jedes einzelnen Menschen. Für Erickson ist das Unbewusste eine unerschöpfliche Ressource zur kreativen Selbstheilung, Selbstwerdung und Individuation.

### Testtheoretische Erhebung des Entwicklungsstandes der Individuation
Um den Entwicklungsstand der Individuation bei Erwachsenen messen zu können, wurde z. B. der Fragebogen PAFS-Q (Personal Authority in the Family System-Questionnaire von Bray, Williamson & Malone, 1984) entwickelt. Er ist aufgebaut auf der „Persönlichen Autorität im Familiensystem“. Die Selbstwerdung (Individuation des Selbst) innerhalb der leiblichen Familie (Herkunftsfamilie) wird als eine „Autonomie in Bezogenheit“ betrachtet. Dabei bezieht sich hier die Individuation auf das Geschehen innerhalb eines Familiensystems mit mehreren Generationen. Wesentliche Elemente dieses Prozesses, deren Ausreifung Informationen über den Stand der persönlichen Individuation geben, sind ausgeglichenes „Geben und Nehmen“ zwischen den Generationen und auch deren Versöhnung untereinander. Das „Abschließen unerledigter Geschichten“ (keine ungeklärten Situationen offenstehen lassen) und eine Entmystifizierung (unter dem Blickwinkel der Realität betrachten) von Familiengeschichten sind dabei ebenfalls wesentliche Bestandteile.
Fachlich betrachtet ist eine gute Integration der inneren und äußeren Kohärenz der multiplen Selbst- und Beziehungsschemata in direktem Bezug zu sehen mit zunehmender Differenzierung oder Positionierung im Herkunftsfamiliensystem.

### Individuation in der Entwicklungspsychologie
Die Psychoanalytikerin Margaret Mahler (1999) (auch: Fred Pine, Anni Bergman) beschreibt die kindliche Entwicklung als einen Prozess, der durch Loslösung (Ablösung) und Individuation geprägt ist (Individuationsprozess in der Entwicklungspsychologie). Sie betrachtet die Individuation als eine Folge von Entwicklungsschritten, die aus der symbiotischen Verschmelzung mit der Mutter heraus führen. Ziel dieser Entwicklung ist die Ausbildung von individuellen Eigenschaften im Verhalten und des Charakters. Die Phasen im Verlauf dieses Entwicklungsprozesses sind Aufgaben, die Mutter und Kind bewältigen müssen, wenn die Entwicklung des Kindes in die Individualität führen soll.
Im Modell der Ich-Entwicklung von Jane Loevinger beginnt die Individuation auf Stufe 5 (siehe dort).

## Philosophisch und soziologisch orientierte Sichtweisen von Individuation

### Individuation nach Gilbert Simondon
Der französische Philosoph Gilbert Simondon beschrieb (1964/1989) alle Formen biologischer, psychologischer und sozialer Individuation. Er verbindet die Informationstheorie und die Gestaltpsychologie und versucht so die Individuation insgesamt als verschiedene Formen eines einzelnen Phänomens zu betrachten und zu verstehen.

### Individuation nach Bernard Stiegler
Der Philosoph Bernard Stiegler beschreibt Individuation aufbauend auf der Arbeit von Gilbert Simondon. In der von Stiegler abgewandelten Form berücksichtigt er zusätzlich Ideen von Friedrich Nietzsche und Sigmund Freud.
Er kritisiert beispielsweise die seiner Ansicht nach falschen Vorstellungen, das Individuum sei das, was sich der Gruppe entgegenstellt. Vielmehr sei, wie schon Simondon zeigte, „ein Individuum ein Prozess, der nicht aufhört zu werden, was er ist.“ Auch betrachtet Stiegler die psychische Individuation immer als einen „kollektiven Prozess“.
Fachlich definiert wird diese kollektive Individuation erst möglich, wenn sich jedes Individuum jede einzelne Einzigartigkeit/Singularität aneignet, die aus dem gemeinsamen vor-individuellen/präindividuellen Vorrat hervorgeht, wie es Simondon nennt. Aus den Prozessen psychischer und kollektiver Individuation gehen die gesellschaftlichen Organisationsformen hervor.
Auch Kuno Lorenz sieht in seiner Beschreibung die Individuation nicht als isolierten Prozess eines einzelnen Wesens. Individuation und Sozialisation erscheinen zunächst wie zwei Gegensätze/Polaritäten. Sie lassen sich jedoch als zwei menschliche Entwicklungsverläufe betrachten, die im wechselseitigen Austausch miteinander stehen. (Fachlich: zwei Phasen einer „dialogischen Anthropologie“).

## Individuation als didaktisches Prinzip
Die Unterrichtslehre versteht Individuation als ein didaktisches Lehrprinzip, nach dem jeder einzelne Heranwachsende als eine unverwechselbare Person zu verstehen und im Erziehungsprozess entsprechend darauf abzuzielen ist, die vorgegebenen speziellen Anlagen, Interessen, Wünsche im Sinne der Entwicklung zu einer einzigartigen Persönlichkeit zu beeinflussen. In dem weitergehenden Verständnis, dass jeder Lernende zugleich ein Individual- und Sozialwesen ist, als Individualität in einem sozialen Umfeld lebt und aufwächst, hat sich der didaktische Auftrag der Individuation mit dem korrespondierenden der Sozialisation, der Integration in das Gefüge der Gesellschaft, zu verbinden. Das Kind muss einerseits lernen, seine eigenen Fähigkeiten und Interessen zu entdecken, zu leben und durchzusetzen. Es muss andererseits aber auch seine Rolle, seine Aufgaben und Verpflichtungen im sozialen Verbund, in dem es sich bewegt, finden und erfüllen. So gilt etwa für den Bereich des Verkehrs: „Verkehrserziehung soll beide Seiten der kindlichen Persönlichkeit fördern: Das Kind muss in die Lage versetzt werden, sich selbstständig und selbstbewusst im Verkehr zu bewegen und dabei konsequent seine Verkehrsabsichten zu verfolgen. Es muss aber auch lernen, auf die anderen und ihre Absichten zu achten, Rücksicht zu nehmen und Verantwortung für sich und die anderen mitzutragen.“
In verschiedenen, vor allem überwiegend praxisorientierten Publikationen wird das Prinzip der Individuation auch von der speziellen Blickrichtung der Lehrkraft aus beschrieben und mit Bezeichnungen wie „Kindorientierung“, „Schülerorientierung“ oder „Differenzierung“ versehen.